# 水稻草状矮缩病毒
水稻草状矮缩病毒（Rice grassy stunt virus，RGSV）是一种由褐飞虱（Nilaparvata lugens）和Nilaparvata属的N. bakeri與N. muiri.  传播的一种植物病毒。

RGSV在南亚、东南亚、中国大陆、日本和台湾等地發現。  1970年到1977年之间，印度尼西亚是RGSV的高发区。 1973年到1977年间，菲律宾发生了RGSV，随后在1982年到1983年间再次爆发。 印度部分地区分別在1972年至1974年、1978年、1981年與1984年受到RGSV之威脅，因而造成嚴重的经济损失1978年，日本九州地区报道了高水平的RGSV。。
2000年至2008年间，因为水稻草状矮缩病毒和同属褐飞虱为害的水稻矮化病毒一起发生，越南的湄公河三角洲地区遭受了水稻大量减产。